# آشکارساز فروسرخ

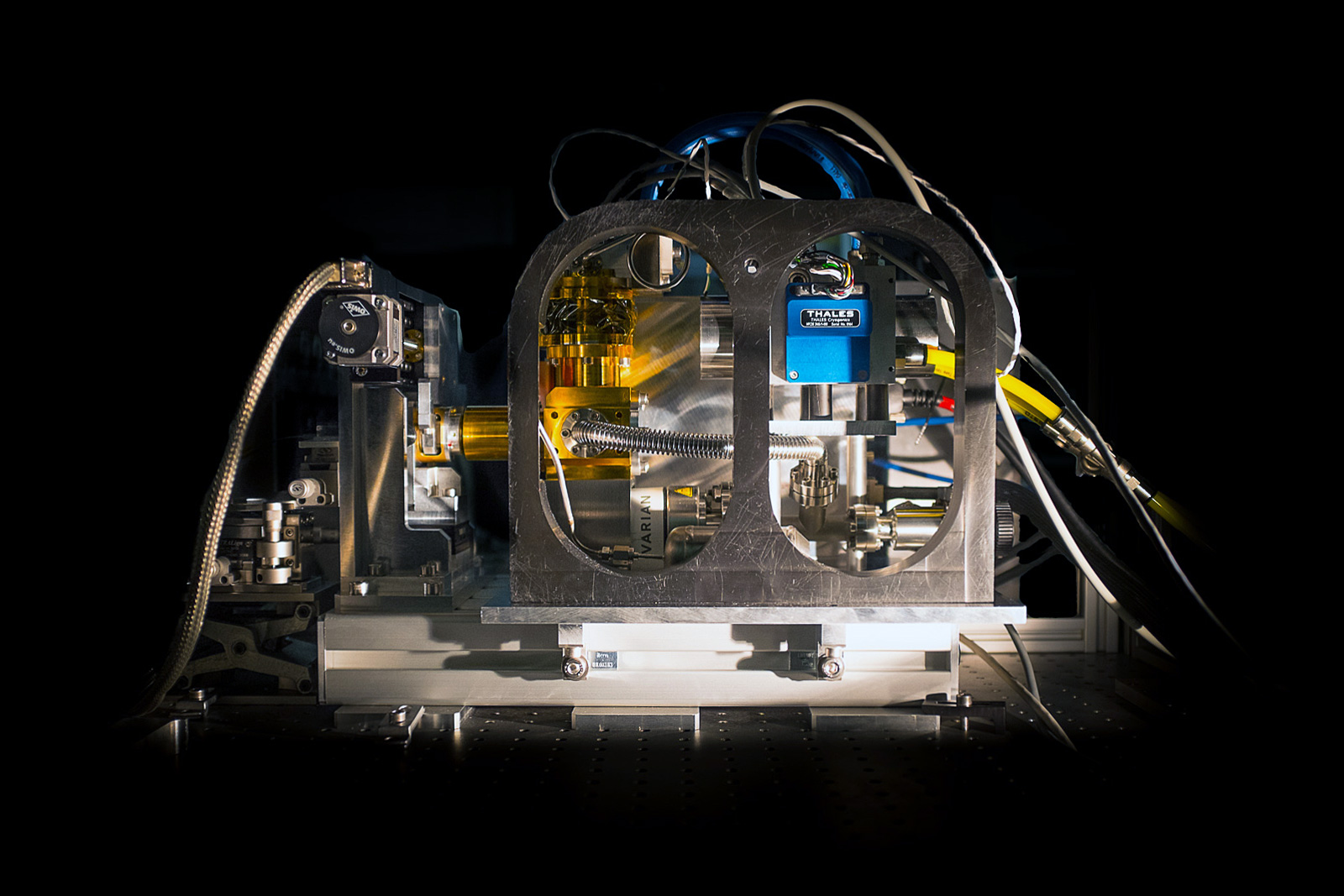
نمونه اولیه آشکارساز فروسرخ پرسرعت نصب‌شده برروی ابزار پایونیر در رصدخانه پارانال ایی‌اس‌او.

آشکارساز فروسرخ آشکارسازی است که به تابش فروسرخ (IR) واکنش نشان می‌دهد. دو نوع اصلی آشکارسازها حرارتی و فوتونی (آشکارسازنوری) هستند.
اثرات حرارتی تابش IR فرودی را می‌توان از طریق بسیاری از پدیده‌های وابسته به دما دنبال کرد. بلومترها و ریزبولومترها براساس تغییرات مقاومت هستند. ترموکوپل‌ها و ترموپیل‌ها از اثر ترموالکتریک استفاده می‌کنند. سلول‌های گولای انبساط حرارتی را دنبال می‌کنند. در طیف‌سنج‌های IR، آشکارسازهای پیروالکتریک بیشترین کاربرد را دارند.
زمان پاسخ و حساسیت آشکارسازهای فوتونیک می‌تواند بسیار بالاتر باشد، اما معمولاً برای کاهش نویز حرارتی باید سرد شوند. مواد موجود در این نیم‌رساناها با شکاف باند باریک هستند. فوتون‌های فرورفته IR می‌توانند باعث تحریک الکترونیکی شوند. در آشکارسازهای نوررسانشی، مقاومت ویژه عنصر آشکارساز بررسی می‌شود. آشکارسازهای فتوولتاییک حاوی یک پیوند پی–اِن هستند که جریان فوتوالکتریک پس از روشنایی برروی آن ظاهر می‌شود.
یک آشکارساز فروسرخ با اتصال‌سازی آن به یک مدار مجتمع بازخوانی با برجستگی‌های ایندیوم هیبریدی می‌شود. این هیبرید به عنوان آرایه صفحه کانونی شناخته می‌شود.

## مواد آشکارساز
- سولفید سرب (II) (PbS)
- تلورید کادمیوم جیوه (معروف به MCT, HgCdTe)
- آنتیمونید ایندیم (InSb)
- آرسنید ایندیوم
- آرسنید گالیوم ایندیم
- سلنید سرب
- QWIP
- لیتیوم تانتالات (LiTaO3)
- تری گلیسین سولفات (TGS)
- سیلیسید پلاتین (PtSi)